# メトトレキサート
メトトレキサート（Methotrexate）は、葉酸代謝拮抗機序をもち免疫抑制剤に分類される薬剤である。抗悪性腫瘍薬（抗がん剤）、抗リウマチ薬、妊娠中絶薬などとして使用される。商品名は、抗がん剤としては、メソトレキセート （販売 : ファイザー）、抗リウマチ薬としては、リウマトレックス（同左）など。

## 作用機序
- 葉酸を活性型葉酸にする酵素の働きを阻止することにより、核酸合成を阻止し、細胞増殖を抑制する。
- 免疫グロブリン産出、抗体産出、リンパ球増殖などの抑制により、免疫を抑制すると考えられている。また、滑膜組織や軟骨組織の破壊に関係するコラゲナーゼの産出を抑制する。

## 抗がん剤として
抗がん剤として使用する場合は、本薬の注射後に解毒剤のフォリン酸（ロイコボリン）を投与する特殊な用法があり、これを「メトトレキサート・ロイコボリン救援療法」という。 

### 注射剤
- メトトレキサート・ロイコボリン救援療法
  - 肉腫（骨肉腫、軟部肉腫など）
  - 急性白血病の中枢神経系及び睾丸への浸潤に対する寛解
  - 悪性リンパ腫の中枢神経系への浸潤に対する寛解[1]

そのほか、他剤との併用で胃癌、乳癌、尿路上皮癌などにも使用される。

### 2.5mg錠剤
- 下記疾患の自覚的並びに他覚的症状の緩解
  - 急性白血病、慢性リンパ性白血病、慢性骨髄性白血病、絨毛性疾患（絨毛癌、破壊胞状奇胎、胞状奇胎）

## 抗リウマチ薬として
- 皮膚筋炎・多発筋炎[2]

## 乾癬治療薬として
海外では1950年代から乾癬に使用されているが、国内では乾癬への適応が認められないままであった。日本では2019年3月に公知申請により「局所療法で効果不十分な尋常性乾癬」および「関節症性乾癬、膿疱性乾癬、乾癬性紅皮症」に対する効能・効果および用法・用量に関する追加承認を取得した。

## 妊娠中絶剤として
ミソプロストールと併用することによって、妊娠初期の薬物中絶(Medical abortion)に使用され、子宮外妊娠の治療にも使用される。

## 副作用
間質性肺炎
免疫応答として間質性肺炎を来たすことがある。頻度は1～2%といわれる。用量依存性はなく、葉酸で予防はできない。関節リウマチ治療においては、発症者のうち6ヶ月以内に80%が、1年以内に90%が発症するといわれており、投与開始初期には十分注意を要する。
胸部レントゲン写真、胸部単純CT、KL-6やSP-Dを用いて肺傷害を評価することが多い。
肝障害
骨髄抑制・骨髄破壊
骨髄で産生される、血液の細胞成分である赤血球・白血球・血小板は新陳代謝による回転（ターンオーバー）の速い細胞の代表的なものである。これらはDNAの代謝阻害を受けると、その影響が著明に現れ、減少する。骨髄抑制により貧血や日和見感染、出血傾向がみられることがある。
骨髄抑制がより重症な状態では、骨髄幹細胞が破壊され、血液細胞が再生不能となる。これを骨髄破壊(myeloablation)と呼ぶ。75歳以上で起こりやすいので、高齢者の関節リウマチにはメトトレキサートは推奨しがたい（ステロイドやタクロリムス（プログラフ）、分子標的治療薬を検討する）。
口内炎・消化性潰瘍・消化管出血
口腔・消化管の粘膜も、新陳代謝の早い組織のひとつで、メトトレキサートにより粘膜修復が遅れるため、口内炎や潰瘍を引き起こすこともある。
上記の一連の副作用を軽減するため、メトトレキサートを最後に服用してから24～48時間後にフォリアミン（葉酸製剤）を服用する処方もしばしば行われる。

## 関連人物
- 鈴木康夫 (医学者)